# Mary Frann
Mary Frann, nascida Mary Frances Luecke, (Saint Louis, 27 de fevereiro de 1943 — Beverly Hills, 23 de setembro de 1998) foi uma atriz e apresentadora norte-americana.
Participou de trabalhos na TV e no cinema além de ter servido como co-apresentadora e comentarista de duas edições do Miss Universo (1986 e 1987), na rede CBS. Foi ativista de ONG's em seu país. No dia de sua morte, Mary Frann dormia quando sofreu um enfarte fulminante. O enterro ocorreu em Los Angeles.
Um dia antes de morrer, Mary Frann chegou a trabalhar em ações de voluntariado em uma área pobre da cidade californiana. Fazia parte da Los Angeles Mission, entidade beneficente cristã sem fins lucrativos.

## Filmografia
- Nightmare in Chicago (telefilme, 1953)
- Days of Our Lives (telenovela, 1974-79)
- Newhart (sitcom, 1982-90)
- The Rockford Files (sitcom, s/d)